# C.A. Rosetti (Tulcea)
C.A. Rosetti est une commune du județ de Tulcea en Roumanie.